# Irena Schirtładze
Irena Schirtładze ps. „Irka” (ur. 7 kwietnia 1928 we Lwowie, zm. 14 września 1944 w Warszawie) – Gruzinka, w powstaniu warszawskim ochotniczka-sanitariuszka w batalionie „Parasol”.
Córka Arkadiusza Schirtładze i Janiny z d. Kicińskiej. W latach 1937–1939 mieszkała w Dęblinie. Jej ojciec był gruzińskim oficerem kontraktowym Wojska Polskiego (kapitanem lotnictwa). W Dęblinie szkolił polskich pilotów. Wziął udział w kampanii wrześniowej. Po agresji ZSRR na Polskę wzięty do niewoli przez Armię Czerwoną, zamordowany w Katyniu.
Irena Schirtładze dołączyła do batalionu „Parasol” w pierwszych dniach powstania warszawskiego w sierpniu 1944 roku podczas walk tego oddziału na Woli. Przydzielona do 3. kompanii przeszła szlak bojowy „Parasola” z Woli, przez Starówkę, Śródmieście, aż po Czerniaków, gdzie została ciężko ranna przy ul. Ludnej. Zmarła 14 września. Miała 16 lat.

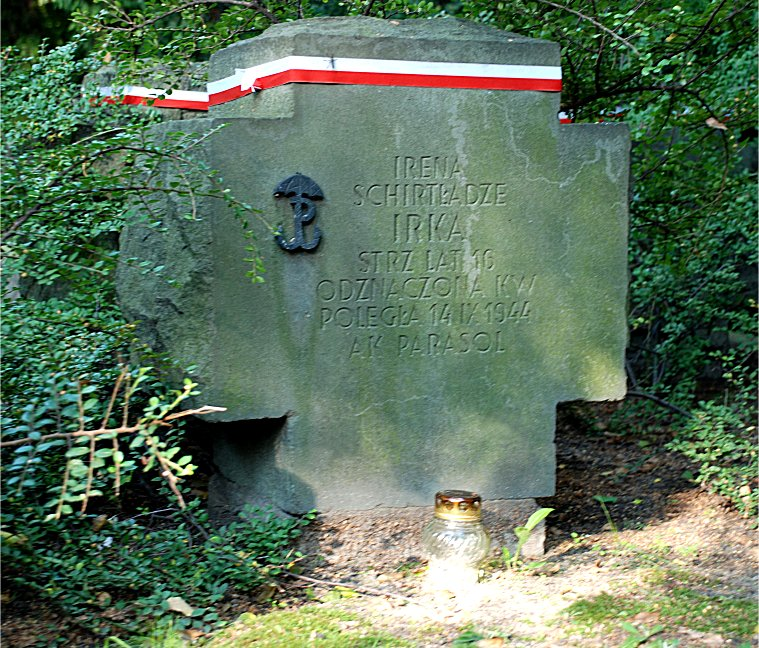
Grób na Powązkach Wojskowych

Została odznaczona Krzyżem Walecznych. Pochowana w kwaterach żołnierzy i sanitariuszek baonu „Parasol” na Powązkach Wojskowych w Warszawie (kwatera A24-10-2).